# Jemeni poszáta
A jemeni poszáta (Curruca buryi) a madarak osztályának verébalakúak (Passeriformes) rendjébe és az óvilági poszátafélék (Sylviidae) családjába tartozó faj.

## Rendszerezés
Besorolása vitatott, egyes rendszerezők szerint a Sylvia nembe tartozik Sylvia buryi néven, de sorolták a Parisoma nembe is Parisoma buryi néven.

## Előfordulása
Szaúd-Arábia és Jemen területén honos. Természetes élőhelye trópusi és szubtrópusi erdők.

## Megjelenése
Testhossza 15 centiméter.